# Vlad
Vlad este un nume sau prenume masculin
, probabil de origine slavă, unde rusescul владеть (transl. vladet’) înseamnă a conduce, a stăpâni. Nu este exclus să fi provenit din germanicul Walten, tradus la fel  a conduce, astfel încât Walther este echivalentul prenumelui Vlad în germană, iar Walter — în engleză. În ce privește prenumele Vladimir, el înseamnă Vlad și pacea, deoarece terminația -imir se traduce din rusă и мир=și pacea, iar prenumele Vladislav se descifrează ca Vlad și slava (din rusă и слава se traduce ca și slava).

## Persoane cu acest nume
- Vladimir
- Vladimir Putin
- Vladislav
- Vlad Țepeș, domnitor al Țării Românești